# Сипрієн Рішар
Сипрієн Рішар (фр. Cyprien Richard, 27 січня 1979) — французький гірськолижник, чемпіон світу.
Звання чемпіона світу Сипрієн виборов у складі збірної Франції в командних змаганнях на чемпіонаті світу 2011, що проходив у Гарміш-Партенкірхені. На тому ж чемпіонаті він виборо срібну медаль у гігантському слаломі.
До чемпіонату світу в його заліку було три перемоги на етапах Кубка світу - в Альта-Бадія, Борміо та Адельбодені.